# Glycosmis longipes
Glycosmis longipes là một loài thực vật có hoa trong họ Cửu lý hương. Loài này được (Craib) Tanaka mô tả khoa học đầu tiên năm 1930.